# Jani Hartikainen

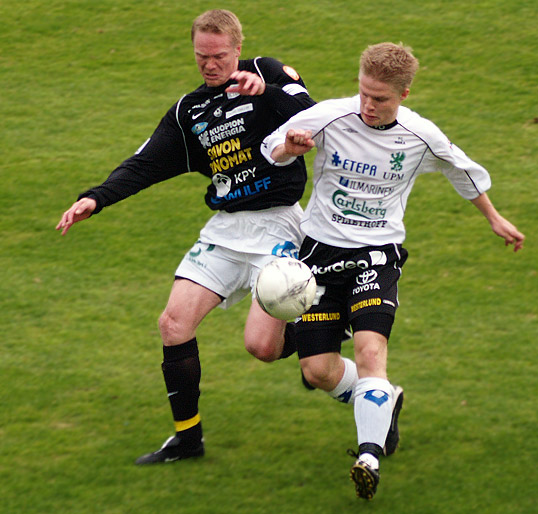
Jani hartikainen fazendo uma jogada

Jani Hartikainen (16 de setembro de 1975) é um futebolista finlandês que já atuou no KuPS.